# Denílson
Denílson de Oliveira Araújo (Diadema, 24 de agosto de 1977), também conhecido como Denílson Show, é um ex-futebolista brasileiro que atuava como ponta-esquerda ou meio-campista. Atualmente é comentarista da Rede Globo.
Campeão da Copa do Mundo FIFA de 2002 e bastante respeitado na Espanha, onde atuou pelo Real Betis, Denílson atualmente é embaixador da Liga Espanhola de Futebol.

## Carreira

### Início
Filho de Helvécio Benedito e Amélia, Denílson começou no time infantil do Ouro Verde na cidade onde cresceu Diadema no ABC Paulista, mais especificamente no bairro Campanário, onde passou toda sua infância e adolescência com o apelido de gaguinho, devido a sua gagueira que acompanharia ele até a adolescência, junto a boa fama de ser um dos melhores jogadores que atuavam no campo de terra local.
Seu primeiro treinador no clube varzeano foi José Batista, marceneiro que comandava o time durante os finais de semana e notava como o pequeno e magro aluno da escolinha já mostrava habilidade ao dificilmente perder a bola.

### São Paulo
Após passar um período no EC São Bernardo onde aos 11 anos realizou uma excursão com a equipe de base para a Argentina e outra em um torneio contra os quatro grandes de São Paulo em Caraguatatuba, Denílson logo foi levado ao São Paulo Futebol Clube e permaneceu na base do tricolor paulista até os 16 para 17 anos, onde subiu pela primeira vez ao profissional em 1994, e em seguida teve sequência e destaque no 'Expressinho Tricolor' que nada mais era que um time B do São Paulo com jovens da base e aspirantes que ainda não tinham brechas para atuarem ou serem relacionados no elenco profissional principal, o treinador era Muricy Ramalho que contava com nomes como Rogério Ceni, Caio, Juninho Paulista junto a Denílson.
Após vencer a Copa Conmebol de 1994, e a Copa dos Campeões 1995 e 1996 ele se despediu do São Paulo na final do Campeonato Paulista de 1998 já negociado com o Real Betis Balompié, na despedida com direito a grande jogada que terminou no gol do titulo Tricolor feito pelo seu companheiro de ataque, França, título garantido diante do Corinthians em um Morumbi lotado com 80 mil torcedores. Denílson somou 58 gols em 110 jogos pela equipe que o lançou ao mundo do futebol de nível internacional.

### Negociação histórica
Sua transferência para o Real Betis por 32 milhões de dólares, foi a mais cara da história do futebol superando a anterior, a ida de Ronaldo do Barcelona para a Internazionale fechada na casa dos 19 milhões de euros, contra os 21 milhões de Denílson na cotação da época. Esse valor não foi superado até 2013 quando Neymar foi negociado com o Barcelona, seguidos de Vinícius Júnior, Lucas Paquetá, Arthur e Rodrygo. O boa parte do valor da venda de Denílson foi revertida em reformas gerais do Morumbi, de pintura a cadeiras entre outras modernizações que garantiram o Morumbi como um dos principais estádios do Brasil pelas próximas duas décadas.

### Betis
Denílson chegou ao Betis ainda com status de promessa, desde sua apresentação o carinho e apelo de um grande ídolo já era generalizado, porém os primeiros anos foram difíceis como de praste na vida do torcedor do Betis, que após altos investimentos nunca antes vistos em sua história e trabalhando duro chegaram ao primeiro grande resultado, o titulo do Troféu Ramón de Carranza de 1999 contra a Lazio.
Denílson e Roberto Rios, maior contratação local, presenciaram o triste rebaixamento do Betis entre problemas internos do clube que levaram o time de um grande investimento para a Segunda Divisão da Liga Espanhola em 1999-2000, com esse cenário o Betis busca valorizar seu atleta em um empréstimo para o Flamengo que contava com grande elenco na temporada 2000.

### Empréstimo ao Flamengo
Denílson chegou ao Flamengo fazendo dupla de ataque com o ainda jovem recém promovido da base Adriano, e com os já destaques da equipe Petković e Júlio Cesar, foram 19 jogos e quatro gols marcados. Denílson atualmente lamenta não ter tido maior e melhor desempenho com a camisa rubro-negra nos duelos sediados no Maracanã. O Flamengo ao fim do empréstimo que ocorreu durante o período de disputa da Copa João Havelange de 2000, tentou negociar o atleta em uma compra definitiva, mas a pedida do Betis girava em torno dos R$ 5 milhões, valores acima da realidade endividada do clube Carioca. Denílson também revela atualmente que ainda não recebeu parte dos seus pagamentos a exemplo do que seu companheiro de Seleção, Vampeta passaram perante a má gestão Flamenguista da época. Antes do início de 2001, Denílson já retornava a Espanha.

### Retorno ao Betis
De volta ao Betis que retornou a La Liga, Denílson emendou uma nova grande fase na carreira, deixando o clube na parte de cima da tabela em anos seguintes, com direito a uma nova conquista do Ramón de Carranza em 2001, diante do Málaga, e emendando classificações para a Copa da UEFA e até uma rara participação do Betis na fase de grupos da Champions League. Perto do fim da sua trajetória no clube de Sevilla em 2005, uma legião de Brasileiros se junta a Denílson para conquistar a histórica Copa do Rei 2004-05, cravando em definitivo Denílson show como ídolo eterno do clube.

### Bordeaux
para a Liga Francesa de 2005/06. Denílson fez uma boa temporada com 31 partidas, no clube onde foi tentado a ficar pelo técnico Ricardo Gomes, porém seduzido pelo alto valor oferecido acabou partido para o mundo árabe após ficar apenas uma temporada em solo francês, nessa época Denílson já recebia seus primeiros diagnósticos dos sérios problemas em seu joelho lesionado e focou em concluir sua estabilidade financeira com a oferta saudita.

### Al Nassr
As propostas do Middlesbrough e Portsmouth da Premier League não foram boas o bastante para competir com as altas cifras do Al Nassr em seus primeiros grandes passos ousados com fortes investimentos em contratações estreladas, o clube saudita concluiu a contratação de Denílson para a temporada de 2006, onde ele atuou em 15 partidas.

### FC Dallas
Denílson já visava um retorno ao Brasil, e realizava treinos de condicionamento físico no Palmeiras durante a primeira parte do ano de 2007, porém uma oferta do FC Dallas o levou para a MLS, sendo novamente peça chave de um projeto grandioso, agora por parte da Liga Americana que em seguida apostou em nomes de peso e relevância mundial como os de David Beckham e Thierry Henry, pelo Dallas ele fatura a Copa preparatória Brimstone, e a equipe do Texas chegaria até o segundo play-off, em uma antes da fase semifinal no modelo de disputa da época, ao fim da temporada 2007 da MLS Denílson retornaria em definitivo ao Brasil.

### Palmeiras
Retornando do Estados Unidos, Denílson se viu livre no mercado e retornou para treinos de condicionamento físico no Palmeiras que abriu as suas portas novamente quando o São Paulo, clube que o revelou não permitiu que ele treinasse e lá retornasse por ordem de João Paulo de Jesus Lopes, então dirigente São Paulino. Até que após conversas com o seu já conhecido treinador dos tempos de seleção Brasileira, Vanderlei Luxemburgo, ganhou um contrato em definitivo em fevereiro de 2008. Denílson novamente ganha papel de destaque ao vencer o Campeonato Paulista de 2008 com gols e assistências na primeira fase e no mata-mata do estadual e na sequência disputando o Campeonato Brasileiro em campanha onde o Palmeiras brigou na parte de cima da tabela se classificando para a Libertadores de 2009.

### Fim de carreira e aposentadoria
Em janeiro de 2009, Denílson chegou a se apresentar para o Bolton, que estava no meio de temporada da Premier League. No entanto, o técnico Gary Megson desistiu da sua contratação após o brasileiro reprovar nos testes físicos.
O Itumbiara realizando grandes investimentos após ser campeão Goiano daquele ano, seguiu com grandes nomes como Falcão atuando como empresário que levou ao clube Túlio e o goleiro Sérgio, e em Denílson viram um nome de peso para atrair lotações máximas em seus jogos após receber negativas nos contatos feitos com os também experientes Edmundo (já aposentado naquele momento) e Petkovic, para a disputa da Copa do Brasil de 2009 na qual enfrentaram o Corinthians, de Ronaldo, em sua estreia pelo clube paulista.

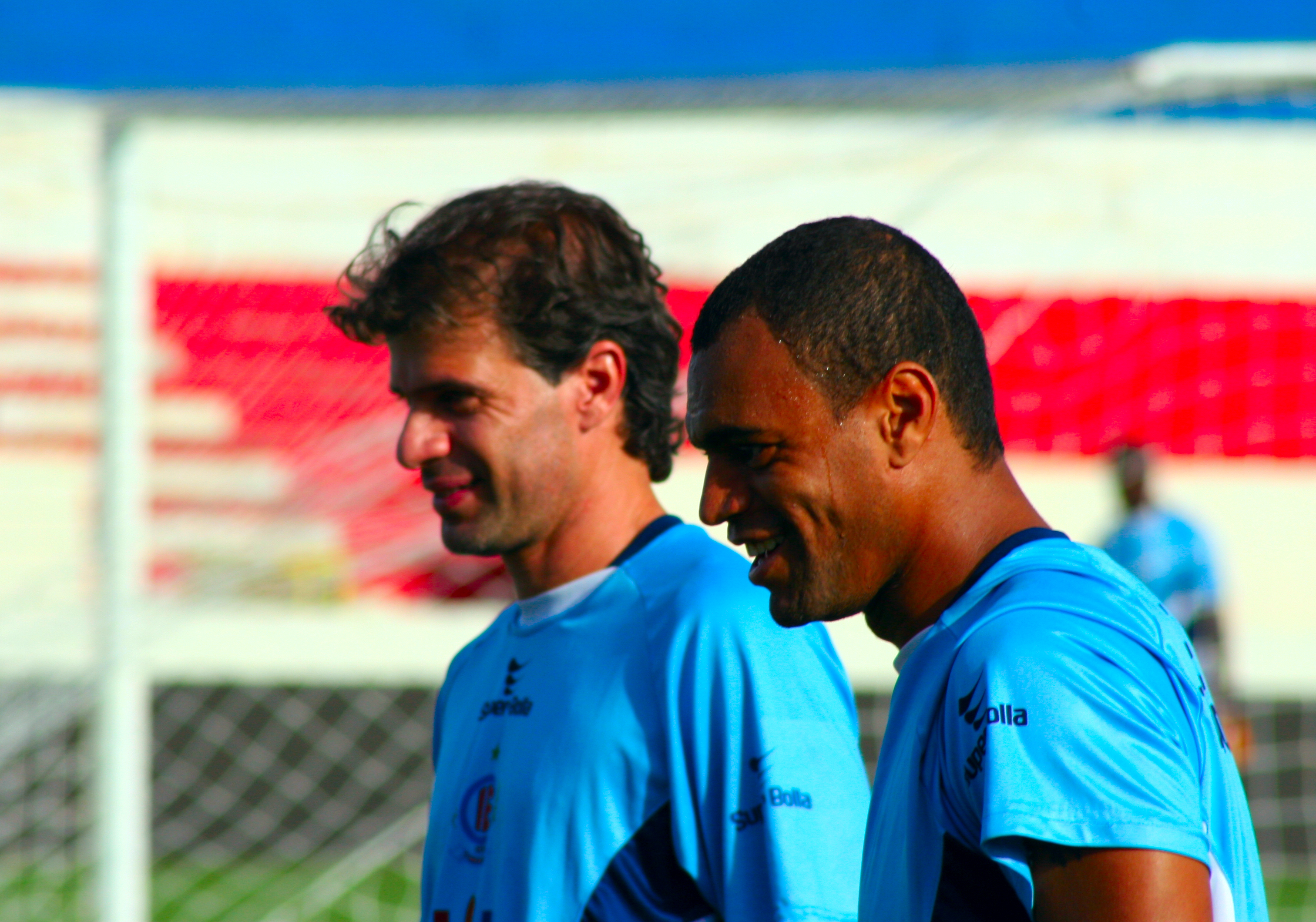
Túlio e Denílson, as estrelas do Itumbiara em 2009

Ao fim de 2009, Denílson jogou em uma partida pelo Hai Phong do Vietnã, onde foi recebido novamente com carinho e status de ídolo pela cidade sede do clube, em seu jogo de estreia Denílson marcou um gol de falta mas detalhes não cumpridos no contrato fizeram com que ele rapidamente deixasse o clube. No início de 2010, Denílson fechou com o AO Kavala da Grécia seu último clube profissional na carreira, onde ele atuou por dez jogos antes de sentir que seria impossível seguir no futebol profissional com as condições do seu joelho com graves problemas de cartilagem, era o fim da sua carreira apenas aos 33 anos.
Em março de 2022, 12 anos após a sua aposentadoria, Denílson foi anunciado pelo íbis Sport Club, mas no dia seguinte o anúncio foi explicado pelo clube, tratando-se de uma parceria entre o clube e um patrocinador que tinha o comentarista como garoto propaganda da marca.

## Seleção Nacional
Denílson foi a campo pela Seleção Brasileira pela primeira vez em 13 de novembro de 1996, com a vitória por 2 a 0 contra Camarões em um amistoso disputado no antigo Estádio Pinheirão em Curitiba, ele deu uma assistência para gol em grande jogada pela ponta esquerda com conclusão de Djalminha no início do segundo tempo, esse foi também o primeiro gol de Djalminha na seleção, o técnico Zagallo dali em diante começou a contar com o jovem atacante ainda pertencente ao São Paulo.
Na Copa América de 1997, Denílson foi titular na competição e teve grande destaque na campanha que terminou com o título. Atuando com a camisa 20, o jogador marcou o seu primeiro gol pela Seleção contra o Peru, em Santa Cruz de la Sierra.
Denílson em 1998 chegou a sua primeira Copa do Mundo provando a sua preferência com o técnico Zagallo na campanha que terminou com o vice-campeonato contra a França
No processo de reconstrução da Seleção Brasileira rumo a Copa de 2002, Denílson brevemente retornou a Seleção para a Copa América de 2001, com bons desempenhos Luiz Felipe Scolari continuou contando com Denílson entre seus convocados nas partidas das Eliminatórias da Copa do Mundo de 2002 e por fim, foi convocado para a campanha do pentacampeonato, nela Denílson conseguiu dois recordes históricos da Copa do Mundo; o de jogador que mais vezes entrou em uma partida iniciando ela entre os suplentes, que perdura até hoje. E o de jogador mais novo a entrar em campo em duas finais de Copa do Mundo seguidas, esse que só seria quebrado na Final da Copa do Mundo de 2022 por Kylian Mbappé da França, que também atuou na final de 2018.
Na Copa do Mundo de 2002, protagonizou um lance marcante diante da Turquia, aos 44' do segundo tempo da semifinal, quando o Brasil ganhava por 1 a 0. Quatorze minutos depois de entrar, objetivando segurar a bola no campo de ataque, partiu da intermediária, invadiu a área driblando e foi puxando a bola para perto da marca de escanteio (deixando de tocar para Luizão). No percurso, foi perseguido por quatro turcos, até sofrer falta. O placar não foi alterado.
Na final do torneio, após entrar no lugar de Ronaldo, foi o último jogador a tocar a bola, sofrendo uma falta não marcada em razão do fim da partida.

## Comentarista e apresentador
Em junho de 2010 começou a trabalhar como comentarista na Rede Bandeirantes, durante a Copa do Mundo FIFA de 2010. A sua participação foi marcante no programa Band Mania, apresentado por Milton Neves e dividindo a bancada com os ex-jogadores Emerson e Vampeta. Denílson foi o único dos convidados que prosseguiu na carreira como comentarista e logo após ganhou um contrato permanente com a emissora do Morumbi já se destacando pelo seu bom humor e histórias engraçadas dos seus anos como jogador.
Denílson também participou do programa que permaneceu na grande por pouco tempo em 2012, Deu Olé!, com Felipe Andreoli e Paloma Tocci. Desde abril de 2020 tem o seu canal próprio no YouTube, o canal 'Denílson Show', que já se aproxima dos 600 mil inscritos.
Comentarista e apresentador do Jogo Aberto, Denílson renovou seu contrato com a Band em março de 2021, assinando um novo vínculo até março de de 2024.
Em 29 de novembro de 2024, a Band anunciou que Denílson não ficará na emissora para 2025. Especula-se que o ex-jogador fará parte da equipe da SporTV.

### Embaixador da La Liga
Os trabalhos de Denílson na Band foram interrompidos em 2019, quando ele retornou a Espanha para receber o título de embaixador da La Liga ao lado de Guti e Fernando Hierro, a Primeira Liga Espanhola, aproveitando a visita ele retornou as instalações do Betis e conseguiu rever amigos e conhecer as mudanças e reformas pelas quais o seu querido clube passou durante os 14 anos em que não visitou o clube em Sevilha.

### Vida pessoal
Desde maio de 2010 é casado com a atriz Luciele di Camargo, irmã da dupla sertaneja Zezé Di Camargo & Luciano. Juntos, o casal tem dois filhos: Maria Eduarda, nascida em 26 de julho de 2010, e Davi, nascido em 22 de fevereiro de 2015.

## Títulos
São Paulo[carece de fontes?]
- Copa CONMEBOL: 1994
- Copa dos Campeões Mundiais: 1995 e 1996
- Copa Master da Conmebol: 1996
- Campeonato Paulista: 1998

Betis[carece de fontes?]
- Troféu Ramón de Carranza: 1999 e 2001
- Copa do Rei: 2004–05

Dallas[carece de fontes?]
- Brimstone Cup: 2007

Palmeiras[carece de fontes?]
- Campeonato Paulista: 2008

Seleção Brasileira[carece de fontes?]
- Copa América: 1997
- Copa das Confederações FIFA: 1997
- Copa do Mundo FIFA: 2002

### Campanhas de destaque
Seleção Brasileira[carece de fontes?]
- Copa do Mundo FIFA Sub-20 de 1995 (2º colocado)
- Torneio da França de 1997 (2º colocado)
- Copa Ouro da CONCACAF de 1998 (3º colocado)
- Copa do Mundo FIFA de 1998 (2º colocado)

### Prêmios individuais
- Bola de Ouro da Copa das Confederações (FIFA): 1997[carece de fontes?]
- Seleção da Copa das Confederações (FIFA): 1997[carece de fontes?]
- Melhor atacante das Américas (El País): 1997[carece de fontes?]
- Seleção das Américas (El País): 1997[carece de fontes?]
- Seleção do Campeonato Paulista (FPF): 1998[carece de fontes?]